# Lieder und Gesänge (Mahler)
Lieder und Gesänge es una colección de catorce canciones con acompañamiento de piano de Gustav Mahler.

## Composición
El título de la colección a veces se da con el addendum aus der Jugendzeit (desde los primeros días), pero este addendum no es de Mahler. Ni siquiera está claro si el subtítulo se refiere a que las canciones son obras tempranas de Gustav Mahler (sin embargo, Mahler ya tenía 20 años cuando compuso la primera de las canciones), o si las canciones están destinadas a parecerse a los recuerdos de alguien más joven. El título también podría referirse simplemente a la fuente de la mayor parte de las letras, Des Knaben Wunderhorn ( El cuerno mágico de la juventud ).
Las canciones se compusieron entre 1880 y 1889 y se publicaron en tres cuadernos en 1892.

## Estructura

### Vol. 1 (compuesto en 1880/81)
1. Frühlingsmorgen - Mañana de primavera (Richard Leander)
2. Erinnerung - Memoria (Richard Leander)
3. Hans und Grete - Hans y Grethe (Gustav Mahler)
4. Serenata aus Don Juan - Serenata (Tirso de Molina)
5. Phantasie aus Don Juan - Fantasía (Tirso de Molina)

### Vol. 2 (compuesto en 1888/89; de: Des Knaben Wunderhorn )
1. Um schlimme Kinder artig zu machen - Cómo hacer que los niños traviesos se comporten
2. Ich ging mit Lust durch einen grünen Wald - Caminé con alegría
3. Aus! Aus! - ¡Afuera! ¡Afuera!
4. Starke Einbildungskraft - Imaginación fuerte

### Vol. 3 (compuesto en 1888/89; de: Des Knaben Wunderhorn)
1. Zu Straßburg auf der Schanz' - En las murallas de Estrasburgo
2. Ablösung im Sommer - Cambios del verano
3. Scheiden und Meiden - La despedida es dolorosa
4. Nicht wiedersehen! - ¡Nunca volver a vernos!
5. Selbstgefühl - Autoestima

Junto con el folleto "Sieben Lieder aus letzter Zeit" ( Siete canciones de los últimos días ), que consta de los cinco Rückert-Lieder y dos de los Lieder aus "Des Knaben Wunderhorn", publicados en 1905, forman ahora una colección conocida como 24 Canciones de Mahler, publicado por International Music Company. 

## Versiones orquestales
Luciano Berio ha publicado versiones orquestales de una selección de las canciones en 1986 ( Five Early Songs for Male Voice ) y en 1987 ( Six Early Songs for Baritone and Orchestra ). Colin Matthews y David Matthews también hicieron orquestaciones de cinco de las canciones en 1964. Las 14 canciones ya están orquestadas y disponibles actualmente para su interpretación en la versión de Josef Weinberger. 
El ciclo completo fue estrenado por Regine Hangler (soprano) y la Filarmónica de Varsovia bajo la batuta de Jacek Kaspczyk en el Philharmonic Hall de Varsovia el 1 de octubre de 2016.